# Анвертер

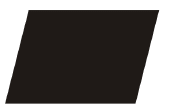
Петлиця анвертера Загальних СС

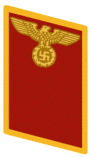
Петлиця анвертера члена НСДАП

Анве́ртер (нім. Anwärter) — партійне звання в НДСАП, яке існувало в партії нацистів з 1925 по 1945 рік, та військове звання СС (нім. Schutzstaffel) в Загальних СС з серпня 1929 з перервами до 8 травня 1945 року.
Звання анвертер перекладається, як «кандидат». У Націонал-соціалістичної робітничої партії Німеччини це звання було найнижчим рангом в службової ієрархії нацистів та використовувалося для працівників, що знаходилися на державної служби Рейху.
У СС анвертером звалися кандидати до вступу в цю організацію, які проходили випробувальний період на звання СС-манн.
В Загальних СС присвоєння анвертеру військового звання СС-манн проводилося через рік випробувань, іспитів, тренувань та навчання. У цей період кандидат зазнавав тотальної перевірки його політичних поглядів, расового походження, сімейних зв'язків тощо. Кандидатський стаж закінчувався урочистої церемонією присвоєння першого звання — СС-манн.
Після 1941 звання анвертер вводиться у Ваффен-СС, для позначення кандидата до вступу у війська СС до початку процесу базового тренування та підготовки. З початком тренування анвертеру автоматично присвоюється звання CC-Шутце.
Протягом 1942  — 1945 років вводиться звання ще нижче за звання анвертер  — бевербер.